# Postkonventionalismus
Der Postkonventionalismus ist eine Moraltheorie, die mit dem moralischen Konventionalismus bricht. Der Konventionalismus ist durch seine Auffassung definiert, dass die grundlegenden moralischen Prinzipien durch gesellschaftlichen Konventionen oder soziale Normen, jedenfalls nicht durch die Natur der Dinge oder transzendental begründet seien.
Im Unterschied zum Konventionalismus, der eine Form deontologischer Ethik repräsentiert, ist eine postkonventionalistische eine teleologische oder konsequenzialistische Ethik. Während eine konventionell-deontologische Ethik die moralische Richtigkeit von Handlungen durch den Grad ihrer Konformität mit gesellschaftlich definierten Pflicht- oder Akzeptanzwerte (im Sinne von Helmut Klages etwa: Disziplin, Pflichterfüllung, Treue, Unterordnung, Fleiß, Selbstbeherrschung, Pünktlichkeit oder Anpassungsbereitschaft) definiert, bewertet eine postkonventionalistische (teleologische) Ethik die Resultate oder Konsequenzen der Handlungen.

## Grundlagen postkonventioneller Moral
Im Unterschied zur konventionalistischen Moral werden im Postkonventionalismus die Geltungsansprüche der moralischen Konventionen vor allem in Konfliktsituationen hinterfragt. Postkonventionelle moralische Bewertungen von Handlungen erfolgen nicht anhand von gesetzten Regeln und Prinzipien oder durch Tradition geprägten Normen, sondern auf Grundlage der durch sie voraussichtlich herbeigeführten Zustände, wie dies auch in der utilitarischen Ethik erfolgt, die das „größte Glück der größten Zahl“ (Jeremy Bentham) anstrebt. Sie richten sich dabei an universalistischen, vernünftig begründbaren Prinzipien aus, wobei das Prinzip der Gerechtigkeit besonders hervorgehoben wird.
Im Mittelpunkt der postkonventionellen Ethik steht das Problem der Abwägung der Resultate oder Konsequenzen von alternativen Handlungen, was bei ethischen Dilemmata eine Rolle spielt. Nach Ronald Dworkin unterliegt ein auf einer postkonventionalistischen Ethik beruhendes Recht fortwährenden Interpretationsprozessen. Es gründet weder allein auf positivem Recht in Form eines fixierten Regelsystems (dessen prominentester Vertreter sein Lehrer H. L. A. Hart war) noch auf historischen Überlieferungen, sozialen Konventionen und Gewohnheiten, sondern impliziert die stets erneute Anwendung rational-diskursiver Verfahren. Ebenso basiert eine postkonventionelle Moral auf diskursiven Prozessen, vor allem auf der Abwägung konfligierender Vorstellungen von Gerechtigkeit, deren Ergebnisse in Widerspruch sowohl zum positiven Recht als auch zu gesellschaftlichen Konventionen treten können. Während Karl-Otto Apel eine Lösung des Problems durch Rückbesinnung auf die Verantwortungsethik anstrebt, sieht Jürgen Habermas, der universelle über lokale Werte stellt, dafür allgemeine Regeln eines rationalen Diskurses vor.

## Verbreitung postkonventionalistischer Moralvorstellungen in Europa
In Lawrence Kohlbergs Theorie der moralischen Entwicklungsstufen, die teilweise auf dem dreistufigen entwicklungspsychologischen Modell von  Jean Piaget basiert stellt der „moral point of view“ die postkonventionelle und höchste Stufe der individuellen moralischen Entwicklung dar: Die Menschen orientieren sich auf dieser Stufe an universalen ethischen Prinzipien; sie handeln weder rein egoistisch noch nur pflichtgemäß oder gruppenbezogen, sondern sind in der Lage, sich bei moralischen Urteilen in andere soziale Rollen hineinzudenken und deren Standpunkte aktiv zu übernehmen („role taking“); damit sind sie fähig zum „Reziprozitätsdenken“. Diese Idee schließt an John Rawls an, der postuliert, dass Personen für moralische Konflikte gerechte und faire Lösungen finden müssen. In der Tradition rationaler philosophischer Moraltheorien der Moral in der Nachfolge von Kant beruhen solche gerechten Lösungen auf einem idealen Rollentausch.
Nach Kohlberg befindet sich der überwiegende Teil der Menschen der westlichen Industriegesellschaft noch auf der konventionellen Stufe der Sozialmoral.
Die Universalität dieses Entwicklungsmodells wird von verschiedenen Seiten hinterfragt. So wird von der Umfrageforschung konstatiert, dass seit den 1990er Jahren zwar die Bindung an Pflichtwerte an Bedeutung verliert, doch leistungsorientierte Selbstverwirklichungs- und hedonistisch-materialistische Werte einerseits, auf idealistische Selbstentfaltung zielende Werte andererseits an Bedeutung gewinnen. Helmut Klages stellte fest, dass 1997 Konventionalisten (mit hohen Pflicht- und Akzeptanzwerten bei geringer Ausprägung der Selbstentfaltungswerte) nur noch 18 % und materialistisch orientierte Hedonisten immerhin 14 % der befragten Stichprobe der Gesamtbevölkerung ausmachten, nonkonforme Idealisten als potenzielle Träger einer postkonventionalistischen Moral und Anhänger universeller Werte jedoch nur 16 %.
Dass bisher eine Übergang zu einer postkonventionellen, vernunftgeleiteten Moral in Europa nicht konstatiert werden kann, liegt nach Ansicht der Wirtschaftsethiker Peter Ulrich und Ulrich Thielemann nicht daran, dass an den traditionellen Werten einer konventionellen Moral festgehalten wird, sondern gründet darin, dass „sich die Entwertung traditioneller, insbesondere christlich-abendländischer Werte nicht als kritische Weiterentwicklung vollzog, sondern für viele Menschen als Prozess einer pauschalen Infragestellung von Moralität überhaupt“. Resultat dieses geistesgeschichtlichen Prozesses sei eine generelle Ethikskepsis. Die Autoren trauen auch nicht den von ihnen bei Führungskräften gemessenen relativ hohen Zustimmungswerten für eine vernunftbegründete Ethik, da diese Führungskräfte im Zweifelsfall eher ihrem individuellen Gewissen oder klugen Ratschlägen anderer, also lokalen Instanzen vertrauen würden als einer „allgemeinen Menschenvernunft“ (eine von den Autoren gewählte, bewusst an Kant anschließende Formulierung).

## Interkultureller Vergleich
Guido Rappe untersuchte kulturvergleichend verschiedene Formen der Ethik und negiert die Universalität der postkonventionalistischen Ethik. So ist die höchste Stufe der konfuzianischen Tugendethik durch die Orientierung an beispielhaft vorbildlichen Menschen gekennzeichnet, wobei der Meister-Schüler-Dialog eine wichtige Rolle spielt.

## Kritik

### Können Institutionen auf Basis postkonventionalistischer Moral funktionieren?
Neben dem Problem, wie die liberal-ungebundenen Träger einer postkonventionalistischen Moral ohne materielle Anreize oder Sanktionen in konflikthaften Entscheidungssituationen zu ethischem Verhalten im Alltag zu motivieren sind, stellt sich die politische Frage, wie eine Gesellschaft, die überwiegend aus Anhängern einer postkonventionalistischen Diskursmoral besteht, existieren kann, ohne in andauernde Handlungsunfähigkeit oder gar Anarchie zu verfallen. An diesem Punkt setzt die Kritik konservativer Vertreter einer Institutionenethik, also der Ethik überindividueller Ordnungen, in der Nachfolge Arnold Gehlens an.

### Gibt es eine geschlechtsspezifische Moral?
Die feministische Psychologin und Ethikerin Carol Gilligan kritisiert die Behauptung Kohlbergs, dass Frauen seltener die höchsten Stufen seines Modells der moralischen Entwicklung erreichen. Sie argumentiert auf Basis von Interviews (ihre Methode wurde allerdings oft kritisiert), dass Moral geschlechtsspezifisch ausgeprägt sei: Männliche Moral stelle das Gerechtigkeitsproblem in den Vordergrund, weibliche Moral eher die sozialen (Nah-)Beziehungen und Verantwortlichkeiten (sog. ethics of care, Fürsorgeethik). Eine solche Moral kann nicht postkonventionalistisch sein.
Marylin Friedman stellt fest, dass Gilligan die Ungleichheit der Behandlung von näher- und fernerstehenden Menschen nicht weiter begründe und liefert eine Legitimation nach: Zur Selbsterhaltung gehören intakte soziale Beziehungen. Das Selbst ist von Anfang an ein soziales. Daher sei die Beförderung des Vorteils der Mitglieder der eigenen Gruppe nicht nur verständlich, sondern geradezu ein moralisches Gebot. Gerechtigkeit und Fürsorge seien komplementär, wenn man das Recht auf Wohlergehen in den Gerechtigkeitsbegriff einschließe. John Rawls argumentiert hingegen, dass eine solche Berücksichtigung je individueller persönlicher Bedürfnisse nicht durch den Gerechtigkeitsbegriff abgedeckt würden. Er unterscheidet explizit zwischen öffentlicher und privater Gerechtigkeit.

### Ist Moral eine soziale Konstruktion?
Gilligans These wird auch aus feministischer Sicht kritisiert. Die von ihr postulierten Unterschiede seien lediglich Resultate sozialer Erwartungen bezüglich des ethischen Verhaltens von Frauen und Männern; darüber würden sie sich endlos reproduzieren.